# Гейдарабад (Азербайджан)
Гейдарабад (азерб. Heydərabad) — селище, адміністративний центр Садарацького району Нахічеванської Автономної Республіки, Азербайджан. 
Межує з Вірменією
,
перед Першою нагірно-карабахською війною мав автомобільне та залізничне сполучення з вірменським селом Єрасх по інший бік кордону. 
Станом на 2013 рік населення становить 2000 осіб.
 
Це найзахідніше поселення Азербайджану.

## Історія
Поселення було засноване в 1970-х роках за ініціативою президента Азербайджану Гейдара Алієва. 
Указом Верховних зборів Нахчіванської АР від 23 березня 2000 р. виокремлено від селища Садарак і перетворено на окрему адміністративну одиницю. 
Адміністративний центр Садарацького району, після офіційного відкриття селища в жовтні 2010 року, сюди були перенесені всі адміністративні заклади району. До того часу центром району було його найбільше село — Садарак.
Через те, що знаходиться на кордоні, кілька разів зазнавав артилерійського обстрілу з боку вірменських військ. 
В 1992 році він був знищений артилерійськими снарядами, його населення стало біженцями і оселилося в селі Садарак та в інших районах Нахічевані.
Починаючи з 1997-98 рр. його реставрували, проводили відновлювальні роботи та збудували нові офісні та громадські будівлі, торгові центри, відремонтовано та відновлено 75 житлових будинків, зруйнованих під час артилерійських обстрілів. 
В 1998 році населений пункт отримав назву «Гейдарабад» на честь Гейдара Алієва. 
Побудована електропідстанція 35/10 кВ, водонасосна станція для прямого підземного водопостачання з Булакбаші до населеного пункту, в населеному пункті прокладено електричні лінії. 
У селищі є виноробний завод, середня школа, дитячий садок, лікарня тощо.